# Municipio de Vara
Municipio de Vara es un municipio en la provincia de Västra Götaland en la provincia histórica de Vestrogotia. También es una parte de Skaraborg. El lugar principal es Vara. El municipio de Vara está situada en grandes y extensas tierras de agricultura. El río Lidan corre y atraviesa en el municipio para su desembocadura en Vänern.
En 2015, la ciudad fue laureada, junto con la alemana Dresde con el Premio de Europa, una distinción otorgada anualmente por el Consejo de Europa, desde 1955, a aquellos municipios que hayan hecho notables esfuerzos para promover el ideal de la unidad europea. Fue la primera ciudad sueca en obtener esta distinción.

## El lugar principal - Vara
Cuando una compañía de ferrocarril colocó una estación en la cruce del camino entre Naum y Skarstad fue la señal de empezar a construir un pueblo dotado de estación de ferrocarril. Wara station (La estación de Wara) se atrajo comerciantes y hombres de negocios, entre otros comerciantes de grano que compraba avena de los campesinos locales y la avena fue exportada a Inglaterra. La ubicación de Vara más o menos entre las ciudades Lidköping, Skara, Falköping, Alingsås y Vänersborg facilitó el principio de un centro de mercado grande. Por lo tanto Vara se desarrollaba a ser una ciudad.

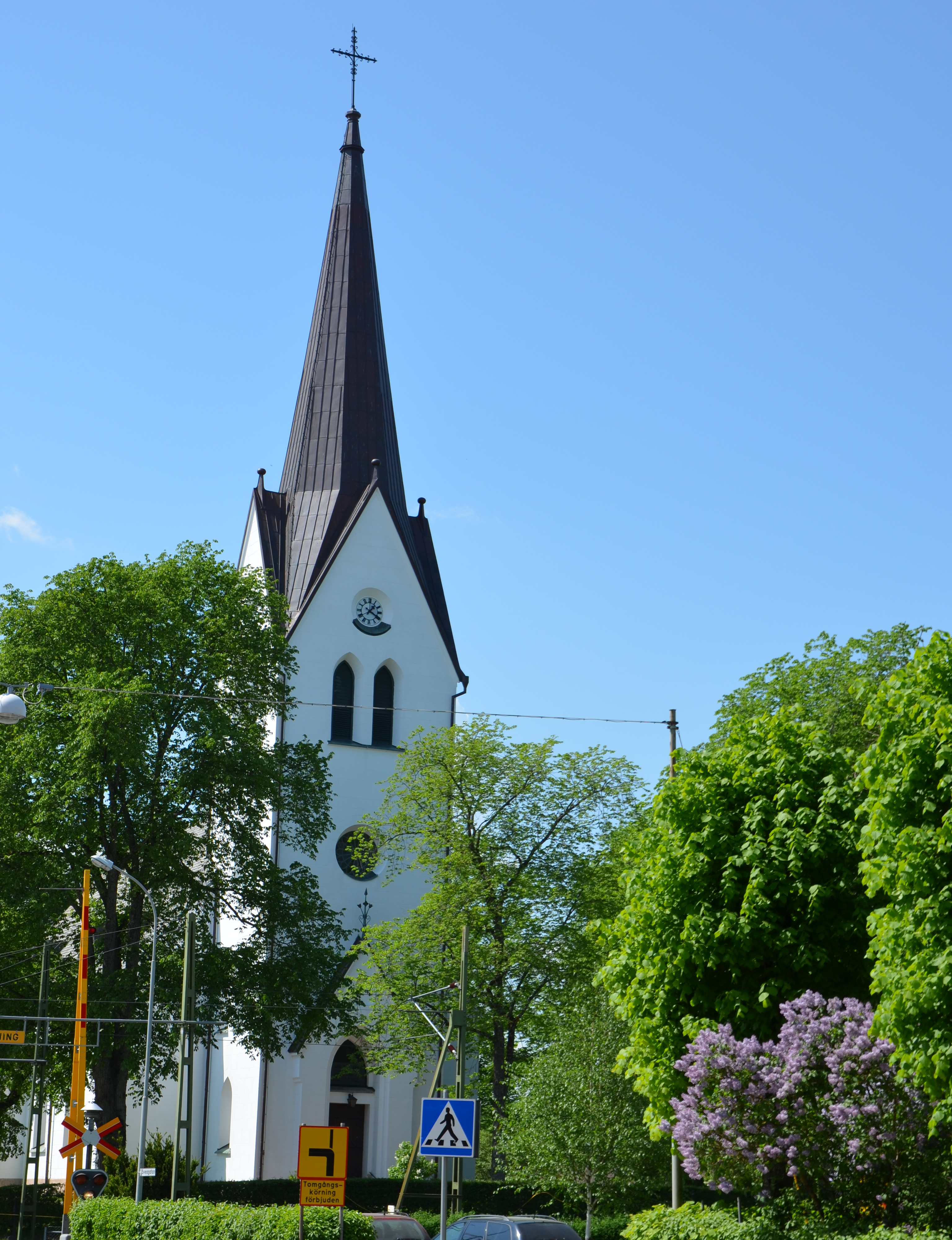
La iglesia de Vara